# Episodi di Ancora una volta (prima stagione)

Logo della serie televisiva

La prima stagione della serie televisiva Ancora una volta, composta da 22 episodi, è andata in onda negli Stati Uniti sul canale ABC dal 21 settembre 1999 al 24 aprile 2000.
| nº | Titolo originale               | Titolo italiano              | Prima TV USA      | Prima TV Italia |
| -- | ------------------------------ | ---------------------------- | ----------------- | --------------- |
| 1  | Boy Meets Girl                 | Ricominciare                 | 21 settembre 1999 |                 |
| 2  | Let's Spend the Night Together | Paura d'amare                | 28 settembre 1999 |                 |
| 3  | The Scarlet Letter Jacket      | Festa di fine anno           | 5 ottobre 1999    |                 |
| 4  | Liars and Other Strangers      | Segreti e bugie              | 12 ottobre 1999   |                 |
| 5  | There Be Dragons               | E' tempo di crescere         | 19 ottobre 1999   |                 |
| 6  | A Dream Deferred               | Conflitti in famiglia        | 26 ottobre 1999   |                 |
| 7  | The Ex-Files                   | Fine settimana a sorpresa    | 2 novembre 1999   |                 |
| 8  | The Past Is Prologue           | Sensi di colpa               | 9 novembre 1999   |                 |
| 9  | Outside Hearts                 | Voglia di crescere           | 16 novembre 1999  |                 |
| 10 | Thanksgiving                   | Il giorno del ringraziamento | 23 novembre 1999  |                 |
| 11 | Where There's Smoke            | La cantina                   | 7 dicembre 1999   |                 |
| 12 | The Gingerbread House          | La notte di Natale           | 21 dicembre 1999  |                 |
| 13 | Mediation                      | Il momento giusto            | 24 gennaio 2000   |                 |
| 14 | Sneaky Feelings                | Colpo di fulmine             | 31 gennaio 2000   |                 |
| 15 | The Mystery Dance              | Judy                         | 7 febbraio 2000   |                 |
| 16 | Daddy's Girl                   | Il giorno di San Valentino   | 14 febbraio 2000  |                 |
| 17 | Unfinished Business            | Un nonno molto speciale      | 6 marzo 2000      |                 |
| 18 | Strangers and Brothers         | Un figlio ritrovato          | 13 marzo 2000     |                 |
| 19 | Cat-in-Hat                     | Paura di volare              | 3 aprile 2000     |                 |
| 20 | My Brilliant Career            | Una dolorosa scoperta        | 10 aprile 2000    |                 |
| 21 | Letting Go                     | Un padre traditore           | 17 aprile 2000    |                 |
| 22 | A Door, About to Open          | Un incontro molto importante | 24 aprile 2000    |                 |